# Anomophaenus montrousieri
Anomophaenus montrousieri is een keversoort uit de familie van de loopkevers (Carabidae). De wetenschappelijke naam van de soort is voor het eerst geldig gepubliceerd in 1939 door Banninger.